# Convocazioni per la Coppa del mondo per club FIFA 2016
Elenco dei giocatori convocati da ciascun club partecipante alla Coppa del mondo per club FIFA 2016.

## Club

### América
Allenatore:  Ricardo La Volpe
| N. |                      | Ruolo | Calciatore       |
| -- | -------------------- | ----- | ---------------- |
| 1  | Messico (bandiera)   | P     | Hugo González    |
| 2  | Argentina (bandiera) | D     | Paolo Goltz      |
| 3  | Messico (bandiera)   | D     | Gil Burón        |
| 4  | Messico (bandiera)   | D     | Erik Pimentel    |
| 5  | Messico (bandiera)   | C     | Javier Güemez    |
| 6  | Paraguay (bandiera)  | D     | Miguel Samudio   |
| 7  | Brasile (bandiera)   | C     | William da Silva |
| 9  | Argentina (bandiera) | A     | Silvio Romero    |
| 10 | Paraguay (bandiera)  | C     | Osvaldo Martínez |
| 11 | Ecuador (bandiera)   | C     | Michael Arroyo   |
| 12 | Paraguay (bandiera)  | D     | Pablo Aguilar    |
| 13 | Messico (bandiera)   | P     | Jonathan León    |

| N. |                        | Ruolo | Calciatore       |
| -- | ---------------------- | ----- | ---------------- |
| 14 | Argentina (bandiera)   | C     | Rubens Sambueza  |
| 15 | Messico (bandiera)     | D     | Osmar Mares      |
| 17 | Stati Uniti (bandiera) | D     | Ventura Alvarado |
| 18 | Paraguay (bandiera)    | D     | Bruno Valdez     |
| 21 | Messico (bandiera)     | C     | José Guerrero    |
| 23 | Messico (bandiera)     | P     | Moisés Muñoz     |
| 24 | Messico (bandiera)     | A     | Oribe Peralta    |
| 29 | Messico (bandiera)     | C     | Carlos Rosel     |
| 30 | Ecuador (bandiera)     | C     | Renato Ibarra    |
| 31 | Colombia (bandiera)    | A     | Darwin Quintero  |
| 37 | Messico (bandiera)     | D     | Edson Álvarez    |

### Atlético Nacional
Allenatore:  Reinaldo Rueda
| N. |                      | Ruolo | Calciatore          |
| -- | -------------------- | ----- | ------------------- |
| 1  | Colombia (bandiera)  | P     | Cristian Bonilla    |
| 2  | Colombia (bandiera)  | D     | Daniel Bocanegra    |
| 3  | Colombia (bandiera)  | D     | Felipe Aguilar      |
| 4  | Panama (bandiera)    | D     | Roderick Miller     |
| 5  | Colombia (bandiera)  | D     | Francisco Nájera    |
| 6  | Colombia (bandiera)  | C     | Mateus Uribe        |
| 7  | Argentina (bandiera) | A     | Ezequiel Rescaldani |
| 8  | Colombia (bandiera)  | C     | Diego Arias         |
| 9  | Colombia (bandiera)  | A     | Miguel Borja        |
| 10 | Colombia (bandiera)  | C     | Macnelly Torres     |
| 11 | Colombia (bandiera)  | C     | Andrés Ibargüen     |
| 12 | Colombia (bandiera)  | D     | Alexis Henríquez    |

| N. |                      | Ruolo | Calciatore       |
| -- | -------------------- | ----- | ---------------- |
| 14 | Colombia (bandiera)  | C     | Elkin Blanco     |
| 15 | Colombia (bandiera)  | C     | Juan Nieto       |
| 18 | Venezuela (bandiera) | C     | Alejandro Guerra |
| 19 | Colombia (bandiera)  | D     | Farid Díaz       |
| 20 | Colombia (bandiera)  | C     | Alejandro Bernal |
| 21 | Colombia (bandiera)  | C     | Jhon Mosquera    |
| 23 | Colombia (bandiera)  | D     | Edwin Velasco    |
| 25 | Colombia (bandiera)  | P     | Christian Vargas |
| 28 | Colombia (bandiera)  | A     | Orlando Berrío   |
| 30 | Colombia (bandiera)  | A     | Arley Rodríguez  |
| 34 | Argentina (bandiera) | P     | Franco Armani    |

### Auckland City
Allenatore:  Ramon Tribulietx
| N. |                          | Ruolo | Calciatore      |
| -- | ------------------------ | ----- | --------------- |
| 1  | Spagna (bandiera)        | P     | Eñaut Zubikarai |
| 3  | Giappone (bandiera)      | D     | Takuya Iwata    |
| 4  | Croazia (bandiera)       | D     | Mario Bilen     |
| 5  | Spagna (bandiera)        | D     | Ángel Berlanga  |
| 6  | Nuova Zelanda (bandiera) | D     | Harshae Raniga  |
| 7  | Nuova Zelanda (bandiera) | C     | Reid Drake      |
| 8  | Spagna (bandiera)        | C     | Albert Riera    |
| 9  | Nuova Zelanda (bandiera) | D     | Darren White    |
| 10 | Nuova Zelanda (bandiera) | A     | Ryan De Vries   |
| 11 | Messico (bandiera)       | C     | Fabrizio Tavano |
| 12 | Nuova Zelanda (bandiera) | A     | Nicolai Berry   |
| 13 | Nuova Zelanda (bandiera) | D     | Alfie Rogers    |

| N. |                           | Ruolo | Calciatore      |
| -- | ------------------------- | ----- | --------------- |
| 14 | Nuova Zelanda (bandiera)  | C     | Clayton Lewis   |
| 15 | Nuova Zelanda (bandiera)  | D     | Ivan Vicelich   |
| 16 | Corea del Sud (bandiera)  | D     | Kim Dae-Wook    |
| 17 | Portogallo (bandiera)     | A     | João Moreira    |
| 18 | Nuova Zelanda (bandiera)  | P     | Danyon Drake    |
| 19 | Isole Salomone (bandiera) | C     | Micah Lea'alafa |
| 20 | Argentina (bandiera)      | A     | Emiliano Tade   |
| 21 | Nuova Zelanda (bandiera)  | D     | Harry Edge      |
| 23 | Serbia (bandiera)         | D     | Marko Đorđević  |
| 24 | Nuova Zelanda (bandiera)  | P     | Jacob Spoonley  |
| 29 | Nuova Zelanda (bandiera)  | D     | Sean Cooper     |

### Jeonbuk Hyundai Motors
Allenatore:  Choi Kang-Hee
| N. |                          | Ruolo | Calciatore     |
| -- | ------------------------ | ----- | -------------- |
| 3  | Corea del Sud (bandiera) | D     | Kim Hyung-Il   |
| 4  | Corea del Sud (bandiera) | C     | Shin Hyung-Min |
| 7  | Corea del Sud (bandiera) | C     | Han Kyo-Won    |
| 8  | Corea del Sud (bandiera) | C     | Jeong Hyuk     |
| 9  | Corea del Sud (bandiera) | A     | Lee Jong-Ho    |
| 10 | Brasile (bandiera)       | C     | Leonardo       |
| 13 | Corea del Sud (bandiera) | C     | Kim Bo-Kyung   |
| 15 | Corea del Sud (bandiera) | D     | Lim Jong-Wun   |
| 17 | Corea del Sud (bandiera) | C     | Lee Jae-Sung   |
| 18 | Corea del Sud (bandiera) | A     | Ko Moo-Yeol    |
| 19 | Corea del Sud (bandiera) | D     | Park Won-Jae   |
| 20 | Corea del Sud (bandiera) | A     | Lee Dong-gook  |

| N. |                          | Ruolo | Calciatore        |
| -- | ------------------------ | ----- | ----------------- |
| 21 | Corea del Sud (bandiera) | P     | Hong Jeong-Nam    |
| 23 | Corea del Sud (bandiera) | D     | Choi Kyu-Baek     |
| 25 | Corea del Sud (bandiera) | D     | Choi Chul-Soon    |
| 27 | Corea del Sud (bandiera) | D     | Kim Chang-Soo     |
| 30 | Corea del Sud (bandiera) | D     | Kim Young-Chan    |
| 31 | Corea del Sud (bandiera) | P     | Kim Tae-Ho        |
| 33 | Corea del Sud (bandiera) | D     | Lee Han-Do        |
| 34 | Corea del Sud (bandiera) | C     | Jang Yun-Ho       |
| 41 | Corea del Sud (bandiera) | P     | Hwang Byeong-Geun |
| 81 | Brasile (bandiera)       | A     | Edu               |
| 99 | Corea del Sud (bandiera) | A     | Kim Shin-Wook     |

### Kashima Antlers
Allenatore:  Masatada Ishii
| N. |                          | Ruolo | Calciatore          |
| -- | ------------------------ | ----- | ------------------- |
| 1  | Giappone (bandiera)      | P     | Masatoshi Kushibiki |
| 3  | Giappone (bandiera)      | D     | Gen Shōji           |
| 6  | Giappone (bandiera)      | C     | Ryōta Nagaki        |
| 8  | Giappone (bandiera)      | C     | Shōma Doi           |
| 10 | Giappone (bandiera)      | C     | Gaku Shibasaki      |
| 11 | Brasile (bandiera)       | C     | Fabrício            |
| 13 | Giappone (bandiera)      | C     | Atsutaka Nakamura   |
| 14 | Corea del Sud (bandiera) | D     | Hwang Seok-ho       |
| 16 | Giappone (bandiera)      | D     | Shūto Yamamoto      |
| 17 | Brasile (bandiera)       | D     | Bueno               |
| 18 | Giappone (bandiera)      | A     | Shūhei Akasaki      |
| 20 | Giappone (bandiera)      | C     | Kento Misao         |

| N. |                     | Ruolo | Calciatore           |
| -- | ------------------- | ----- | -------------------- |
| 21 | Giappone (bandiera) | P     | Hitoshi Sogahata     |
| 22 | Giappone (bandiera) | D     | Daigo Nishi          |
| 23 | Giappone (bandiera) | D     | Naomichi Ueda        |
| 24 | Giappone (bandiera) | D     | Yukitoshi Itō        |
| 25 | Giappone (bandiera) | C     | Yasushi Endō         |
| 29 | Giappone (bandiera) | P     | Shin'ichirō Kawamata |
| 32 | Giappone (bandiera) | C     | Tarō Sugimoto        |
| 33 | Giappone (bandiera) | C     | Mū Kanazaki          |
| 34 | Giappone (bandiera) | A     | Yūma Suzuki          |
| 35 | Giappone (bandiera) | C     | Taiki Hirato         |
| 40 | Giappone (bandiera) | C     | Mitsuo Ogasawara     |

### Mamelodi Sundowns
Allenatore:  Pitso Mosimane
| N. |                      | Ruolo | Calciatore         |
| -- | -------------------- | ----- | ------------------ |
| 1  | Zambia (bandiera)    | P     | Kennedy Mweene     |
| 2  | Sudafrica (bandiera) | D     | Thabo Nthethe      |
| 4  | Sudafrica (bandiera) | D     | Tebogo Langerman   |
| 5  | Sudafrica (bandiera) | C     | Asavela Mbekile    |
| 6  | Sudafrica (bandiera) | D     | Wayne Arendse      |
| 7  | Sudafrica (bandiera) | C     | Keagan Dolly       |
| 8  | Sudafrica (bandiera) | C     | Hlompho Kekana     |
| 10 | Sudafrica (bandiera) | C     | Teko Modise        |
| 11 | Sudafrica (bandiera) | C     | Sibusiso Vilakazi  |
| 13 | Sudafrica (bandiera) | C     | Tiyane Mabunda     |
| 15 | Sudafrica (bandiera) | C     | Lucky Mohomi       |
| 16 | Brasile (bandiera)   | C     | Ricardo Nascimento |

| N. |                           | Ruolo | Calciatore        |
| -- | ------------------------- | ----- | ----------------- |
| 18 | Sudafrica (bandiera)      | C     | Themba Zwane      |
| 19 | Sudafrica (bandiera)      | C     | Mzikayise Mashaba |
| 21 | Sudafrica (bandiera)      | D     | Siyanda Zwane     |
| 22 | Sudafrica (bandiera)      | C     | Percy Tau         |
| 25 | Colombia (bandiera)       | A     | Leonardo Castro   |
| 27 | Sudafrica (bandiera)      | C     | Thapelo Morena    |
| 28 | Liberia (bandiera)        | C     | Anthony Laffor    |
| 29 | Costa d'Avorio (bandiera) | D     | Soumahoro Bangaly |
| 33 | Zimbabwe (bandiera)       | C     | Khama Billiat     |
| 36 | Uganda (bandiera)         | P     | Denis Onyango     |
| 40 | Sudafrica (bandiera)      | P     | Wayne Sandilands  |

### Real Madrid
Allenatore:  Zinédine Zidane
| N. |                       | Ruolo | Calciatore        |
| -- | --------------------- | ----- | ----------------- |
| 1  | Costa Rica (bandiera) | P     | Keylor Navas      |
| 2  | Spagna (bandiera)     | D     | Daniel Carvajal   |
| 3  | Portogallo (bandiera) | D     | Pepe              |
| 4  | Spagna (bandiera)     | D     | Sergio Ramos      |
| 5  | Francia (bandiera)    | D     | Raphaël Varane    |
| 6  | Spagna (bandiera)     | D     | Nacho             |
| 7  | Portogallo (bandiera) | A     | Cristiano Ronaldo |
| 8  | Germania (bandiera)   | C     | Toni Kroos        |
| 9  | Francia (bandiera)    | A     | Karim Benzema     |
| 10 | Colombia (bandiera)   | C     | James Rodríguez   |
| 12 | Brasile (bandiera)    | D     | Marcelo           |
| 13 | Spagna (bandiera)     | P     | Kiko Casilla      |

| N. |                            | Ruolo | Calciatore     |
| -- | -------------------------- | ----- | -------------- |
| 14 | Brasile (bandiera)         | C     | Casemiro       |
| 15 | Portogallo (bandiera)      | D     | Fábio Coentrão |
| 16 | Croazia (bandiera)         | C     | Mateo Kovačić  |
| 17 | Spagna (bandiera)          | A     | Lucas Vázquez  |
| 18 | Rep. Dominicana (bandiera) | A     | Mariano        |
| 19 | Croazia (bandiera)         | C     | Luka Modrić    |
| 20 | Spagna (bandiera)          | C     | Marco Asensio  |
| 21 | Spagna (bandiera)          | A     | Álvaro Morata  |
| 22 | Spagna (bandiera)          | C     | Isco           |
| 23 | Brasile (bandiera)         | D     | Danilo         |
| 25 | Spagna (bandiera)          | P     | Rubén Yáñez    |